# Callispa metroxylonis
Callispa metroxylonis is een keversoort uit de familie bladkevers (Chrysomelidae). De wetenschappelijke naam van de soort werd in 1929 gepubliceerd door Uhmann.